# Sandra Faleiro
Sandra Maria Gonçalves Faleiro (Lisboa, 1 de setembro de 1972) é uma actriz e encenadora portuguesa.

## Biografia
Sandra Faleiro nasceu na maternidade Alfredo da Costa (Lisboa) em 1972 e cresceu no Cacém. Começa a fazer teatro com 15 anos no Teatro Aberto e após ter terminado a escola secundária entrou para o Conservatório Nacional de Teatro onde concluiu o Curso de Formação de Actores da Escola Superior de Teatro e Cinema do Instituto Politécnico de Lisboa.

## Percurso
Estreou-se no teatro em 1988, na peça Romeu e Julieta de William Shakespeare, sob a direcção de João Lourenço no Teatro Aberto.  Com o mesmo encenador participou noutros espectáculos, como Ópera dos Três Vintens de Bertolt Brecht ou A Rua, de J. Cartwright. Trabalhou ainda com Diogo Infante (Segredos, de Richard Cameron; Jardim Zoológico de Cristal, de Tennessee Williams e Um Vestido Para Cinco Mulheres, de Allan Ball), Mário Viegas (Tudo às Escuras, de Peter Shaffer), João Mota (O Mal da Juventude, de Ferdinand Bruckner), João Canijo (Medeia Vozes, de Christina Wolf), João Perry (Sonho de Uma Noite de Verão, de Shakespeare), John Mowat (O Café), Fernanda Lapa (Novas Anatomias, de Wertenbaker), Carla Bolito, Bruno Bravo (com o qual veio a casar em 2005 com uma filha, Beatriz), entre outros.
Estreou-se na encenação em 1995, com Vai e Vem, de Samuel Beckett para a Companhia Teatral do Chiado. Encenou, posteriormente espectáculos como A Donzela, o Marinheiro e o Estudante, de Garcia Lorca (Teatro da Comuna), Disney Killer, de Philip Ridley (CCB e Teatro da Comuna) ou Momo, de Michael Ende (Chapitô). Com Sob o Bosque de Leite, de Dylan Thomas (ACARTE), venceu o Prémio O Teatro na Década do Clube Português de Artes e Ideias.
Actriz regular na televisão, tem participado em séries e novelas (2013/2014 - O Beijo do Escorpião, como Natália de Albuquerque; 2011/2012 - Anjo Meu, como Vera Calado, 2009/2010 - Morangos Com Açúcar, como Inês Bacelar, mãe da protagonista, 2009 - Ele é Ela, 2007 - A minha Familia, 2007/2008-Vila Faia, 2006 -Fala-me de Amor, 2005 - Bocage, 2004 - Os Serranos e Baía das Mulheres, 2002 - Super Pai, 1994 - Na Paz dos Anjos, entre outros).
No cinema participou em mais de cinco películas, entre elas Um Passo, Outro Passo e Depois (1989) e Xavier (1992) de Manuel Mozos, Medo (1992) de Luís Alvarães, Menos Nove (1997) de Rita Nunes, Aqui na Terra (1993) de João Botelho, Debaixo da Cama (2003) de Bruno Niel e A Costa dos Murmúrios (2004) de Margarida Cardoso.
Também já trabalhou no mundo das dobragens, sendo o seu trabalho mais conhecido o papel de Ash no Pokémon durante a segunda metade da primeira série.

## Prémios e Nomeações
Com Sob o Bosque de Leite, de Dylan Thomas (ACARTE), venceu o Prémio O Teatro na Década do Clube Português de Artes e Ideias.
2012 - Recebeu o Globo de Ouro de Melhor Actriz de Teatro 
2019 - Nomeada para o prémio de Melhor Actriz do Festival de Cinema de Veneza pela sua interpretação no filme A Herdade do realizador Tiago Guedes. 
2020 - Recebeu o prémio de Melhor Actriz Principal, atribuído pela Fundação GDA (Fundação Gestão e Direitos do Artistas) pelo seu papel no filme A Herdade 
2020 - Recebeu o prémio de Melhor Actriz Principal dos Prémios Sophia pela sua interpretação no filme A Herdade 

## Cinema
No cinema participou em várias películas, entre elas: 
- 2019 - A Herdade de Tiago Guedes
- 2019 - Technoboss de João Nicolau
- 2012 - Paixão de Margarida Gil
- 2011 - Um dia longo de Sérgio Graciano

- 2004 -  A Costa dos Murmúrios de Margarida Cardoso
- 2003 - Debaixo da Cama de Bruno Niel
- 1989 - Um Passo, Outro Passo e Depois de Manuel Mozos
- 1992 - Xavier de Manuel Mozos
- 1992 - Medo de Luís Alvarães [14]
- 1997 - Menos Nove (curta-metragem) de Rita Nunes
- 1993 - Aqui na Terra  de João Botelho

## Televisão
| Ano         | Projeto                         | Papel                                    | Notas                                          | Canal    |
| ----------- | ------------------------------- | ---------------------------------------- | ---------------------------------------------- | -------- |
| 1991        | Um Amor Feliz                   | Isabel                                   | Elenco Principal                               | RTP1     |
| 1993 - 1994 | Na Paz dos Anjos                | Marta Sofia Carreiras                    | Elenco Principal                               | RTP1     |
| 1999        | Cruzamentos                     | Cristina                                 | Participação Especial                          | RTP1     |
| 1999        | Polícias à Solta                | Repórter                                 | Participação Especial                          | SIC      |
| 1999        | Todo o Tempo do Mundo           | Francisca                                | Elenco Adicional                               | TVI      |
| 2000 - 2002 | Super Pai                       | Isabel Catarino                          | Elenco Principal                               | TVI      |
| 2002 - 2003 | Lusitana Paixão                 | Miss Sarah                               | Elenco Principal                               | RTP1     |
| 2004        | Inspetor Max                    | Manuela                                  | Atriz Convidada                                | TVI      |
| 2004 - 2005 | Baía das Mulheres               | Teresa Machado                           | Elenco Principal                               | TVI      |
| 2005        | Os Serranos                     | Lúcia Pires                              | Protagonista                                   | TVI      |
| 2006        | Fala-me de Amor                 | Leonor Moreira                           | Protagonista                                   | TVI      |
| 2006        | Bocage                          | Ana de Jesus Maria                       | Protagonista                                   | RTP1     |
| 2006        | A Minha Família É uma Animação  | Lúcia                                    | Protagonista                                   | RTP1     |
| 2008 - 2009 | Vila Faia                       | Inês Brisar                              | Elenco Principal                               | RTP1     |
| 2008        | Liberdade 21                    | Advogada                                 | Elenco Adicional                               | RTP1     |
| 2008        | Equador                         | Mimi Vilanova                            | Elenco Principal                               | TVI      |
| 2009        | Ele É Ela                       | Maria Alice                              | Elenco Principal                               | TVI      |
| 2009 - 2010 | Morangos com Açúcar (7.ª série) | Inês Bacelar                             | Elenco Principal                               | TVI      |
| 2010 - 2011 | Anjo Meu                        | Vera Calado                              | Elenco Principal                               | TVI      |
| 2012 - 2013 | Dancin' Days                    | Lurdes                                   | Participação Especial                          | SIC      |
| 2012        | Maternidade                     | Margarida Serra                          | Elenco Principal                               | RTP1     |
| 2012        | Morte dos Tolos                 | Minda                                    | Elenco Principal                               | RTP1     |
| 2012        | Depois do Adeus                 | Odete Barbosa                            | Protagonista                                   | RTP1     |
| 2013 - 2015 | Os Nossos Dias                  | Maria Regina Trancoso                    | Elenco Principal                               | RTP1     |
| 2014        | Táxis d' Os Nossos Dias         | Maria Regina Trancoso                    | Protagonista (Teatro transmitido em televisão) | RTP1     |
| 2014        | O Beijo do Escorpião            | Natália de Albuquerque                   | Elenco Principal                               | TVI      |
| 2016 - 2017 | A Impostora                     | Carolina Ferreira da Costa Lancastre     | Co-Antagonista                                 | TVI      |
| 2017 - 2018 | O Sábio                         | Madalena                                 | Antagonista                                    | RTP1     |
| 2017        | Madre Paula                     | Maria Ana de Áustria, Rainha de Portugal | Antagonista                                    | RTP1     |
| 2017 - 2018 | Jogo Duplo                      | Amália Reis                              | Elenco Principal                               | TVI      |
| 2019 - 2020 | Prisioneira                     | Graça Andrade e Sousa                    | Elenco Principal                               | TVI      |
| 2021        | Prisão Domiciliária             | Raquel Vieira Branco                     | Elenco Principal                               | OPTO-SIC |
| 2022        | Pôr do Sol                      | Inspetora Chefe Marina                   | Participação Especial                          | RTP1     |
| 2022        | Contado Por Mulheres            | Dora                                     | Participação Especial                          | RTP1     |
| 2022 - 2023 | Por Ti                          | Helena Guerreiro                         | Co-Protagonista                                | SIC      |
| 2023 - 2024 | Papel Principal                 | Marina Bezerro                           | Elenco Principal                               | SIC      |
| 2025        | A Protegida                     | Teresa Vieira                            | Elenco Principal                               | TVI      |
| 2025 - 2026 | Vitória                         | Edite                                    | Elenco Principal                               | SIC      |